# آتشفشان بیلی میچل
آتشفشان بیلی میچل (به لاتین: Billy Mitchell) یک آتشفشان سپری و کوه در پاپوآ گینه نو است که در منطقه خودمختار بوگن‌ویل واقع شده‌است. آتشفشان بیلی میچل ۱٬۵۴۴ متر بالاتر از سطح دریا واقع شده‌است.